# Pendolo balistico

Schema di funzionamento del pendolo balistico

Il pendolo balistico è un dispositivo per la misura della quantità di moto di un proiettile. Il pendolo balistico venne inventato da B. Robins nel 1742, e rappresenta un esempio classico di un urto perfettamente anelastico. Se un proiettile di massa {\displaystyle m_{1}} e velocità {\displaystyle v} viene sparato orizzontalmente in modo da colpire una massa oscillante di un pendolo di legno che ha massa {\displaystyle m_{2}} molto maggiore della massa del proiettile e che inizialmente è fermo, trascurando l'effetto di eventuali forze esterne la quantità di moto nel corso del percorso si conserva.
Poiché in questo caso esiste una forza esterna agente sulla massa oscillante, dovuta alla tensione del filo, è più corretto utilizzare la legge di conservazione del momento angolare rispetto al punto in cui è appeso il filo.
{\displaystyle m_{1}\cdot {v}\cdot l=(m_{1}+m_{2})\cdot {V}\cdot l}
dove abbiamo indicato con V la velocità comune dei due corpi dopo la collisione. Semplificando {\displaystyle l} l'equazione diventa: 
{\displaystyle m_{1}\cdot {v}=(m_{1}+m_{2})\cdot {V}}

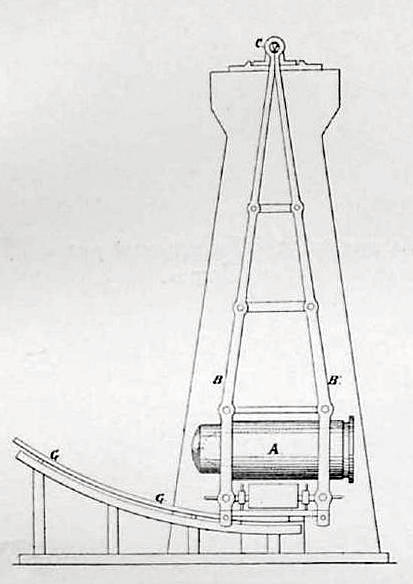
Pendolo balistico (1911)

ovvero in questo caso la legge di conservazione del momento angolare si riduce alla legge di conservazione della quantità di moto. Da questa equazione possiamo ricavare la velocità {\displaystyle V}:
{\displaystyle {V}={\frac {m_{1}}{m_{1}+m_{2}}}\cdot {v}}
Dopo la collisione, il sistema costituito dai due corpi sale muovendosi su un arco di cerchio. In questo secondo processo possiamo applicare la legge di conservazione dell'energia meccanica. Il corpo sale di un'altezza {\displaystyle h} per cui:
{\displaystyle {\frac {1}{2}}{(m_{1}+m_{2})\cdot {V}^{2}}=(m_{1}+m_{2})\cdot {gh}}
quindi la velocità {\displaystyle V} della massa ({\displaystyle m_{1}} + {\displaystyle m_{2}}) del pendolo dopo la collisione è:
{\displaystyle {V}={\sqrt {2\cdot g\cdot h}}}
In condizioni ideali, la velocità {\displaystyle v} del proiettile risulta essere quindi data da:
{\displaystyle {v}={\frac {(m_{1}+m_{2})\cdot {\sqrt {2\cdot g\cdot h}}}{m_{1}}}}
Se indichiamo con {\displaystyle \theta } l'angolo formato dal filo con la verticale, la relazione con l'altezza raggiunta dal pendolo {\displaystyle h} può essere ricavata utilizzando il triangolo rettangolo formato da {\displaystyle l} con la verticale. In questo triangolo, il cateto {\displaystyle y} è:
{\displaystyle y=l\cdot cos(\theta )}
e quindi {\displaystyle h} risulterà:
{\displaystyle h=l-y=l-l\cdot cos\theta =l\cdot (1-cos\theta )}
Quindi conoscendo {\displaystyle h} o {\displaystyle \theta } posso ricavare le velocità {\displaystyle v} e {\displaystyle V}.
Notiamo che il termine pendolo balistico viene dal fatto che è molto più semplice misurare l'angolo massimo formato dal pendolo piuttosto che una velocità, che può anche essere molto grande. Questa tecnica permette quindi di misurare con buona precisione la velocità di un proiettile. 
I pendoli balistici sono oggigiorno obsoleti a causa dell'introduzione dei cronografi.